# آرامگاه استاد و شاگرد
آرامگاه استاد و شاگرد مربوط به دوره صفوی است و در ساوه، خیابان سلمان ساوجی، جنوب مسجد جامع واقع شده و این اثر در تاریخ ۲۵ آبان ۱۳۸۷ با شمارهٔ ثبت ۲۳۸۱۱ به‌عنوان یکی از آثار ملی ایران به ثبت رسیده است.

## نگارخانه

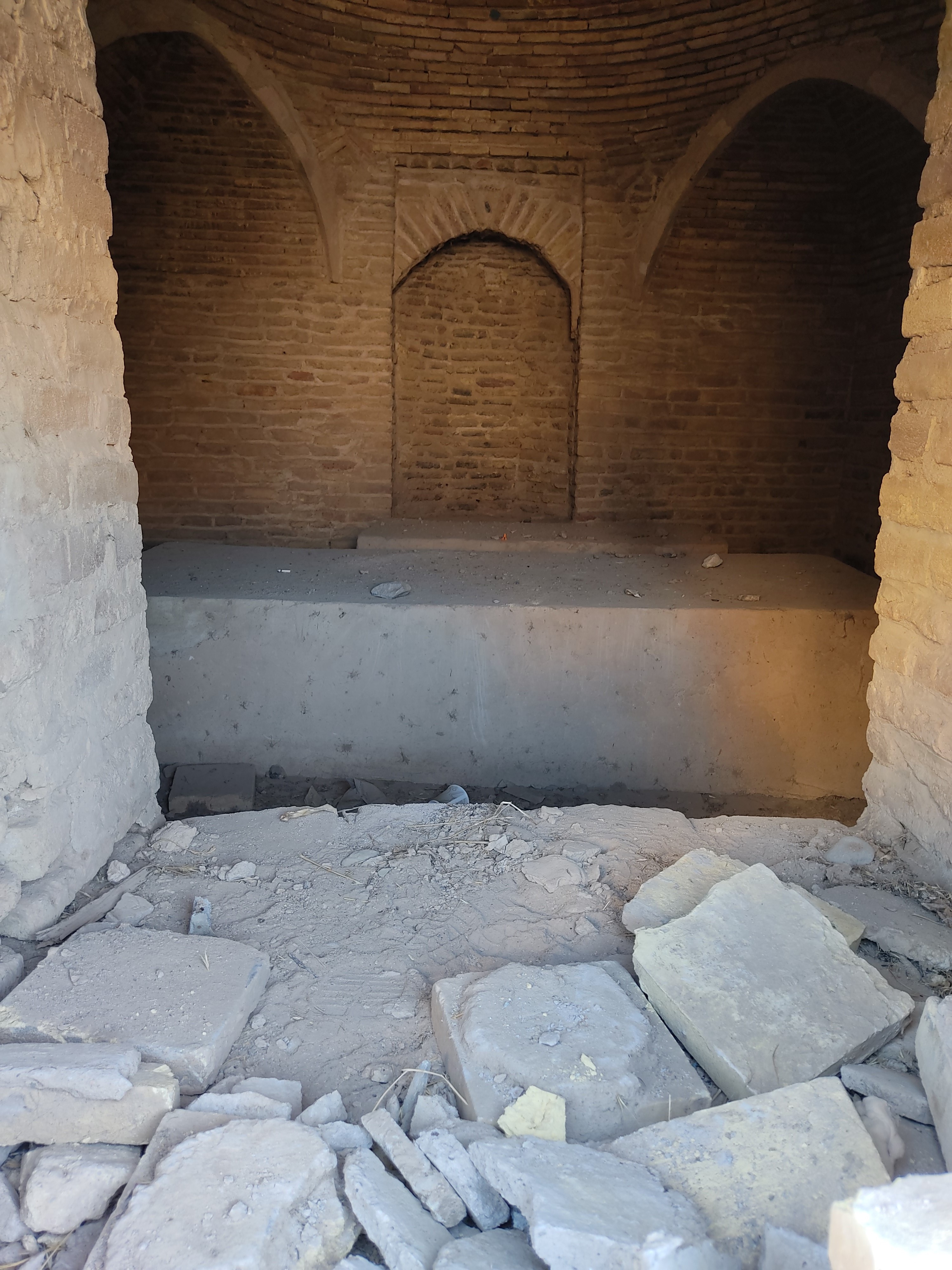
داخل آرامگاه
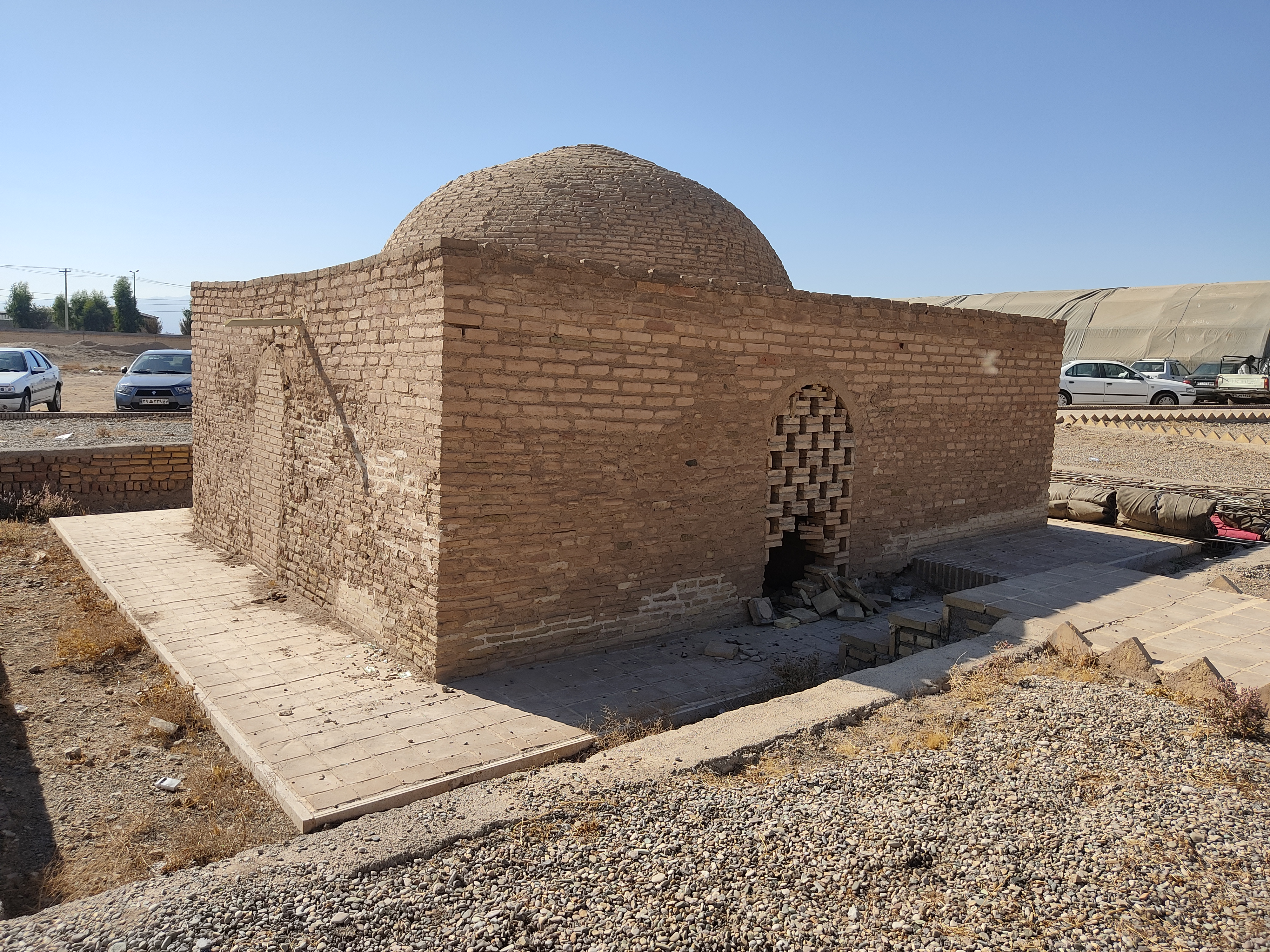